# Ян Блахович
Ян Блахович (пол. Jan Błachowicz; нар. 24 лютого 1983, Цешин) — польський боєць змішаного стилю, чинний чемпіон UFC у напівважкій ваговій категорії. Виступає на професійному рівні починаючи з 2007 року, відомий по участі в турнірах бійцівських організацій UFC і KSW, володів титулом чемпіона KSW в напівважкій вазі.

## Біографія
Ян Блахович народився 24 лютого 1983 року в місті Цешин Сілезького воєводства. В молодості серйозно займався тайським боксом, виступав у кікбоксингу, вигравши кілька титулів і нагород на аматорському рівні. Пізніше освоїв бразильське джиу-джитсу, домігся в цій дисципліні чорного поясу, отримавши його з рук відомого майстра Джо Морейри. Перш ніж почати заробляти в ММА, підробляв охоронцем в нічному клубі.

### Початок професійної кар'єри
Дебютував у змішаних єдиноборствах на професійному рівні у лютому 2007 року, але свій перший бій програв одноголосним рішенням суддів.

### Konfrontacja Sztuk Walki

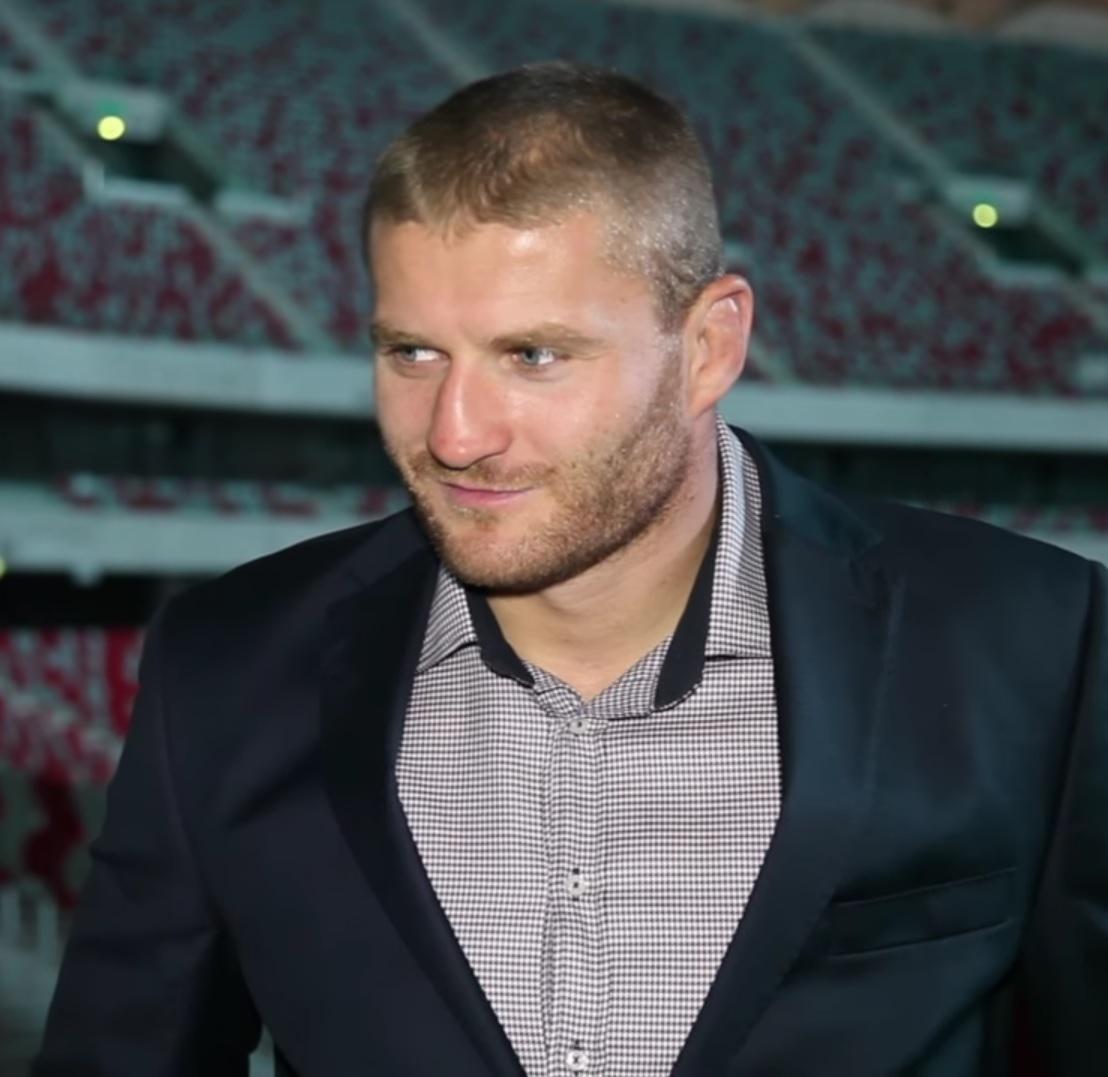
В 2013 році

У тому ж 2007 році розпочав співпрацю з головною бійцівською організацією Польщі Konfrontacja Sztuk Walki, зокрема, став учасником турніру-вісімки в напівважкій вазі і за один вечір переміг всіх трьох суперників. Рік потому виграв ще один подібний турнір, знову розібравшись з усіма трьома опонентами. Також у вересні 2008 року відзначився перемогами в рейтингових боях над достатньо відомим конголезьким бійцем Крістіаном М'Пумбу і над хорватом Маро Пераком.
По закінченні успішного 2008 року Блахович на запрошення свого друга Томаша Дрваля відправився тренуватися в США, проходив підготовку в залі Throwdown Training Center в Сан-Дієго. Він планував продовжити кар'єру за океаном, проте під час спарингів серйозно травмував праве коліно і змушений був повернутися додому.
Внаслідок травми Блахович змушений був простоювати близько 17 місяців, відмовляючись від усіх вигідних пропозицій. Нарешті, в травні 2010 року він повернувся в бої, підписавшись на черговий турнір-вісімку KSW в напівважкій вазі. Він знову пройшов всіх суперників і завдяки низці вдалих виступів удостоївся права оскаржити вакантний титул чемпіона організації. У чемпіонському бою проти камерунця Сокуджу, який відбувся в березні 2011 року, травмував ногу і не зміг вийти до третього раунду, в результаті чого йому зарахували поразку технічним нокаутом.
Через кілька місяців між Блаховичем і Сокуджу відбувся повторний поєдинок, цього разу поляк виграв одноголосним рішенням суддів, забравши собі чемпіонський пояс. Згодом він двічі зумів захистити свій титул, вигравши у таких бійців як Х'юстон Александер і Горан Рельич. Крім того, в нетитульному бою за очками здолав Маріу Міранду.

### Ultimate Fighting Championship
Маючи в послужному списку 17 перемог і лише 3 поразки, Блахович привернув до себе увагу найбільшої бійцівської організації світу Ultimate Fighting Championship і в січні 2014 року підписав з нею довгостроковий контракт. Його дебют в октагоні UFC відбувся в жовтні того ж року, на турнірі у Стокгольмі він переміг технічним нокаутом місцевого шведського бійця Іліра Латіфі.
У 2015 році зазнав поразки одноголосними рішеннями від Джимі Мануви і Корі Андерсона.
У 2016 році суддівськими рішеннями виграв у Ігоря Покраяца, але програв Олександру Густафссону.
2017 рік розпочав з поразки від Патріка Камминза, проте потім взяв верх над Девіном Кларком, заробивши бонус за кращий виступ вечора, і над Джаредом Каннон*є.
23 лютого 2019 року в Празі, на турнірі UFC Fight Night: Błachowicz vs. Santos у головному бою вечора програв технічним нокаутом Тіагу Сантусу в третьому раунді.
6 липня 2019 року на турнірі UFC 239 у Лас-Вегасі у другому раунді переміг нокаутом колишнього чемпіона UFC і Strikeforce в середній вазі Люка Рокхолда.
16 листопада 2019 року в Сан-Паулу на турнірі UFC Fight Night: Błachowicz vs. Jacaré у головному бою вечора переміг колишнього чемпіона Strikeforce в середній вазі Роналду Созу роздільним рішенням суддів.
15 лютого 2020 року на турнірі UFC Fight Night: Anderson vs. Błachowicz 2 в Ріо-Ранчо, в головному бою вечора відбувся рематч між Кору Андерсоном і Яном Блаховичем, в якому Блахович переміг нокаутом вже у першому раунді заробивши бонус за виступ вечора.
Після того, як Джон Джонс залишив пояс, для переходу у важку вагу, для супер бою, пояс у напівважкій вазі став вакантним, і UFC оголосили бій між 1-м номером рейтингу боксерів напівважкої ваги Домініком Рейєсом і 3 номером рейтингу боксерів напівважкої ваги Яном Блаховичем.
Поєдинок відбувся на UFC 253 у головній події турніру. Блахович переміг Рейеса технічним нокаутом у 2 раунді і став новим чемпіоном UFC в напівважкій вазі.

## Статистика в професійному ММА
| Професійна кар'єра бійця |            |           |
| Боїв 35                  | Перемог 27 | Поразок 8 |
| Нокаут                   | 8          | 2         |
| Здача                    | 9          | 1         |
| Рішення суддів           | 10         | 5         |

| Результат | Рекорд | Суперник             | Спосіб                      | Турнір                                     | Дата              | Раунд | Час                  | Місце                                                | Примітки                                                                 |
| --------- | ------ | -------------------- | --------------------------- | ------------------------------------------ | ----------------- | ----- | -------------------- | ---------------------------------------------------- | ------------------------------------------------------------------------ |
| Поразка   | 27-9   | Гловер Тейшейра      | Задушливий прийом (ззаду)   | UFC 267                                    | 30 жовтня 2021    | 2     | 3:02                 | Абу-Дабі, ОАЕ                                        |                                                                          |
| Перемога  | 27-8   | Домінік Рейес        | Технічний нокаут (удари)    | UFC 253: Adesanya vs. Costa                | 27 вересня 2020   | 2     | 4: 36                | Абу-Дабі, ОАЕ                                        | Завоював вакантний титул чемпіона UFC в напівважкій вазі. Виступ вечора. |
| Перемога  | 26-8   | Корі Андерсон        | KO (удар рукою)             | UFC Fight Night: Anderson vs. Błachowicz 2 | 15 лютого 2020    | 1     | 3: 08                | Ріо-Ранчо, США                                       | Виступ вечора.                                                           |
| Перемога  | 25-8   | Роналду Соуза        | Роздільне рішення           | UFC Fight Night: Błachowicz vs. Jacaré     | 16 листопада 2019 | 5     | 5: 00                | Сан-Паулу, Бразилія                                  |                                                                          |
| Перемога  | 24-8   | Люк Рокхолд          | KO (удари руками)           | UFC 239                                    | 6 липня 2019      | 2     | 1: 39                | Лас-Вегас, США                                       | Виступ вечора.                                                           |
| Поразка   | 23-8   | Тіагу Сантус         | TKO (удари руками)          | UFC Fight Night: Błachowicz vs. Santos     | 23 лютого 2019    | 3     | 0: 39                | Прага, Чехія                                         |                                                                          |
| Перемога  | 23-7   | Микита Крилов        | Введення (трикутник руками) | UFC Fight Night: Hunt vs. Oleinik          | 15 вересня 2018   | 2     | 2: 41                | Москва, Росія                                        | Виступ вечора.                                                           |
| Перемога  | 22-7   | Джимі Манува         | Одностайне рішення          | UFC Fight Night: Werdum vs. Volkov         | 17 березня 2018   | 3     | 5: 00                | Лондон, Англія                                       | Бій вечора.                                                              |
| Перемога  | 21-7   | Джаред Каннон        | Одностайне рішення          | UFC on Fox: Lawler vs. dos Anjos           | 16 грудня 2017    | 3     | 5: 00                | Вінніпег, Канада                                     |                                                                          |
| Перемога  | 20-7   | Девін Кларк          | Введення (удушення ззаду)   | UFC Fight Night: Cerrone vs. Till          | 21 жовтня 2017    | 2     | 3: 02                | Гданськ, Польща                                      | Виступ вечора.                                                           |
| Поразка   | 19-7   | Патрік Камминз       | Рішення більшості           | UFC 210                                    | 8 квітня 2017     | 3     | 5: 00                | Буффало, США                                         |                                                                          |
| Поразка   | 19-6   | Олександр Густафссон | Одностайне рішення          | UFC Fight Night: Arlovski vs. Barnett      | 3 вересня 2016    | 3     | 5:00                 | Гамбург, Німеччина                                   |                                                                          |
| Перемога  | 19-5   | Ігор Покраяц         | Одностайне рішення          | UFC Fight Night: Rothwell vs. dos Santos   | 10 квітня 2016    | 3     | 5: 00                | Загреб, Хорватія                                     |                                                                          |
| Поразка   | 18-5   | Корі Андерсон        | одностайне рішення          | UFC 191                                    | 5 вересня 2015    | 3     | 5:00                 | Лас-Вегас, США                                       |                                                                          |
| Поразка   | 18-4   | Джимі Манува         | одностайне рішення          | UFC Fight Night: Gonzaga vs. Cro Cop 2     | 11 квітня 2015    | 3     | 5:00                 | Краків, Польща                                       |                                                                          |
| Перемога  | 18-3   | Ілір Латіфа          | TKO (удари)                 | UFC Fight Night: Nelson vs. Story          | 4 жовтня 2014     | 1     | 1:58                 | Стокгольм, Швеція                                    |                                                                          |
| Перемога  | 17-3   | Горан Рельіч         | одностайне рішення          | KSW 22                                     | 16 березня 2013   | 3     | 5:00                 | Варшава, Польща                                      | Захистив титул чемпіона KSW в напівважкій вазі. </ Small>                |
| Перемога  | 16-3   | Х'юстон Александер   | одностайне рішення          | KSW 20                                     | 15 вересня 2012   | 3     | 5:00                 | Гданськ, Польща                                      | Захистив титул чемпіона KSW в напівважкій вазі. </ Small>                |
| Перемога  | 15-3   | Маріу Міранда        | одностайне рішення          | KSW 18                                     | 25 лютого 2012    | 3     | 5:00                 | Плоцьк, Польща                                       | нетитульних бій. </ Small>                                               |
| Перемога  | 14-3   | Сокуджу              | одностайне рішення          | KSW 17: Revenge                            | 26 листопада 2011 | 3     | 5:00                 | Лодзь, Польща                                        | Виграв титул чемпіона KSW в напівважкій вазі. </ Small>                  |
| Перемога  | 13-3   | Тоні Валтонен        | Здача (удушення ззаду)      | KSW 16: Khalidov vs. Lindland              | 21 2011           | 2     | 1:23                 | Гданськ, Польща                                      |                                                                          |
| Поразка   | 12-3   | Сокуджу              | TKO (відмова)               | KSW 15: Contemporary Gladiators            | 19 березня 2011   | 2     | 5:00                 | Варшава, Польща                                      | Бій за вакантний титул чемпіона KSW в напівважкій вазі. </ Small>        |
| Перемога  | 12-2   | Данелія Табера       | TKO (удари руками)          | KSW 14: Judgment Day                       | 24 вересня 2010   | 2     | 4:20\| Лодзь, Польща | Фінал турніру KSW 2010 у напівважкій вазі. </ Small> |                                                                          |
| Перемога  | 11-2   | Микола Онікієнко     | Здача (удушення ззаду)      | World Absolute FC                          | 24 червня 2010    | 2     | N / A                | Чебоксари, Росія                                     |                                                                          |
| Перемога  | 10-2   | Войцех Орловський    | Здача (удушення ззаду)      | KSW 13: Kumite                             | 7 травня 2010     | 1     | 1:37                 | Катовиці, Польща                                     | Півфінал турніру KSW 2010 у напівважкій вазі. </ Small>                  |
| Перемога  | 9-2    | Жуліу Брутус         | KO (удари)                  | KSW 13: Kumite                             | 7 травня 2010     | 1     | 3:40                 | Катовиці, Польща                                     | Чвертьфінал турніру KSW 2010 у напівважкій вазі. </ Small>               |
| Перемога  | 8-2    | Маро Перак           | Здача (удушення ззаду)      | KSW 10: Dekalog                            | 12 грудня 2008    | 2     | 1:51                 | Варшава, Польща                                      |                                                                          |
| Перемога  | 7-2    | Крістіан М'Пумбу     | Здача (важіль ліктя)        | KSW Extra                                  | 13 вересня 2008   | 2     | 3:12                 | Домброва-Гурнича, Польща                             |                                                                          |
| Перемога  | 6-2    | Азіз Караоглу        | Здача (важіль ліктя)        | KSW IX: Konfrontacja                       | 9 травня 2008     | 1     | 4:13                 | Варшава, Польща                                      | Фінал турніру KSW 2008 року в напівважкій вазі. </ Small>                |
| Перемога  | 5-2    | Антоній Хмелевський  | Здача (важіль ліктя)        | KSW IX: Konfrontacja                       | 9 травня 2008     | 2     | 2:54                 | Варшава, Польща                                      | Півфінал турніру KSW 2008 року в напівважкій вазі. </ Small>             |
| Перемога  | 4-2    | Мартін Завада        | одностайне рішення          | KSW IX: Konfrontacja                       | 9 травня 2008     | 2     | 5:00                 | Варшава, Польща                                      | Чвертьфінал турніру KSW 2008 року в напівважкій вазі. </ Small>          |
| Поразка   | 3-2    | Андре Файет          | Здача (Кімура)              | KSW 8                                      | 10 листопада 2007 | 1     | 1:57                 | Варшава, Польща                                      |                                                                          |
| Перемога  | 3-1    | Данелія Довда        | TKO (удари)                 | KSW: Elimination                           | 15 вересня 2007   | 1     | 1:35                 | Вроцлав, Польща                                      | Фінал турніру KSW 2007 в напівважкій вазі. </ Small>                     |
| Перемога  | 2-1    | Павло Гасінський     | TKO (удари руками)          | KSW: Elimination                           | 15 вересня 2007   | 1     | 2:36                 | Вроцлав, Польща                                      | Півфінал турніру KSW 2007 в напівважкій вазі. </ Small>                  |
| Перемога  | 1-1    | Себастьян Ольхава    | одностайне рішення          | KSW: Elimination                           | 15 вересня 2007   | 2     | 5:00                 | Вроцлав, Польща                                      | Чвертьфінал турніру KSW 2007 в напівважкій вазі. </ Small>               |
| Поразка   | 0-1    | Марцин Криштофяк     | одностайне рішення          | FCP 3: Khalidov vs. Troeng                 | 25 лютого 2007    | 2     | 5:00                 | Познань, Польща                                      |                                                                          |